# 比謝爾湖
47°27′27″N 8°54′01″E / 47.45750°N 8.90028°E

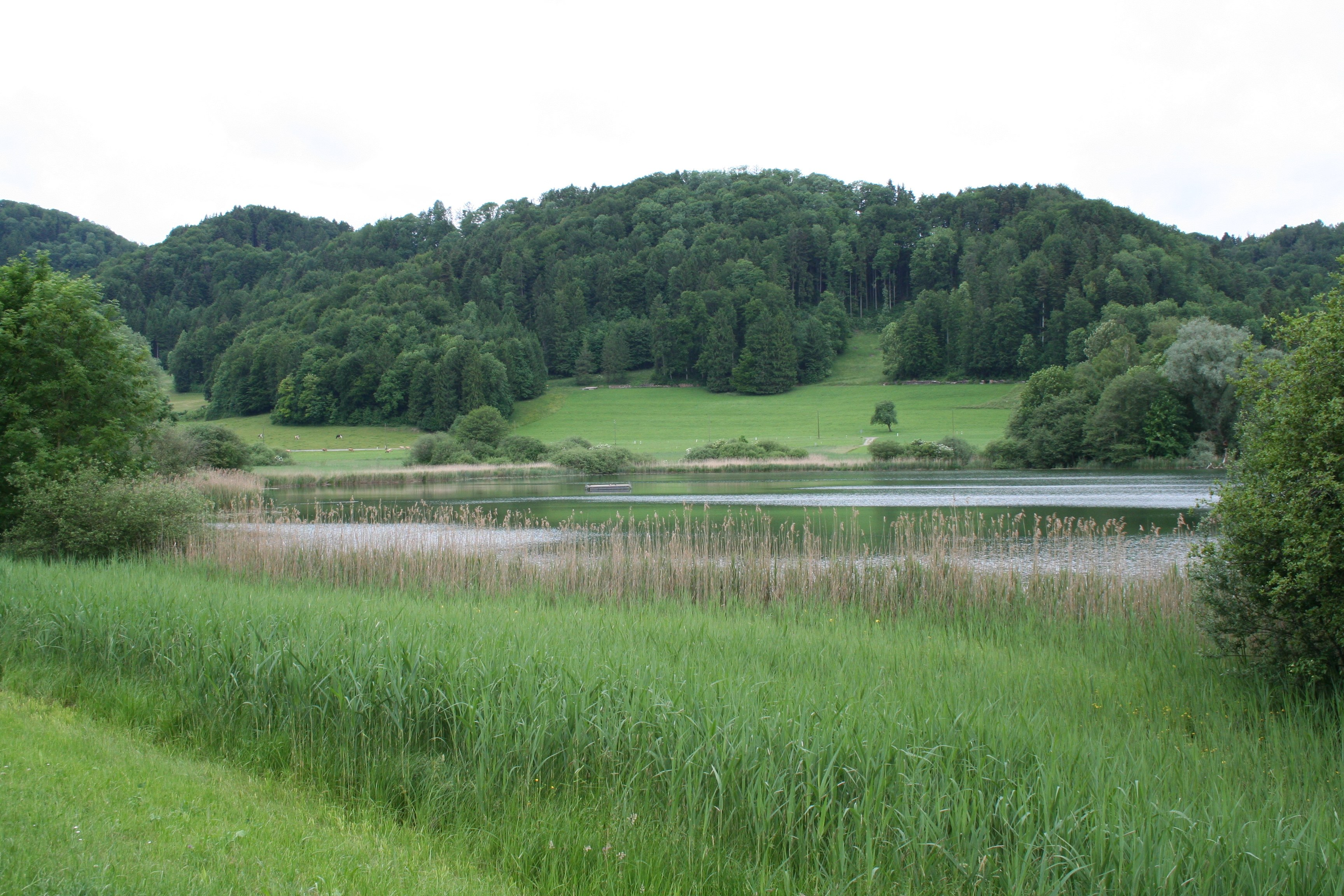

比謝爾湖（Bichelsee），是瑞士的湖泊，位於該國東北部，由圖爾高州負責管轄，長0.5公里、寬0.4公里，面積0.1平方公里，海拔高度590米，最大水深8.5米，湖岸線長度1.2公里。